# Флер Пеллерен
Флер Пелерран (фр. Fleur Pellerin; нар. 29 серпня 1973, Сеул) — французька політична діячка південнокорейського походження, з 2012 року член французького уряду, з 2014 по 2016 рік міністр культури і масових комунікацій.
Народилася у Південній Кореї, при народженні отримала ім'я Кім Чен Сук; була удочерена французькою сім'єю, коли їй виповнилося 6 місяців.
Дитинство і юність провела в Івеліні. Закінчила престижну комерційну школу ESSEC у віці 21 року. Продовжила навчання в Інституті політичних досліджень у Парижі, а у віці 24 років пройшла конкурс на навчання у Національній школі адміністрації, де навчалася у 1998—2000 роках. Потім працювала в Comptes des cours, французькій Рахунковій палаті. У 2006 році стала членом Соціалістичної партії.
Під час президентської кампанії у 2012 році входила до штабу Франсуа Олланда, де була відповідальною за питання зв'язків з громадськістю та електронної економіки. 16 травня 2012 була номінована на посаду делегованого міністра (еквівалент заступник міністра). Відповідала за малий і середній бізнес, інновації та електронну економіку в уряді, на чолі якого перебував Жан-Марк Еро. 9 квітня 2014 увійшла до складу нового кабінету Мануеля Вальса як міністр з питань зовнішньої торгівлі та розвитку туризму. Після реорганізації уряду 26 серпня 2014 була призначена на посаду міністра культури і масових комунікацій, замінивши Орелі Філіпетті.
Одружена з адвокатом Лораном Оллеоном, у шлюбі має доньку.